# Sankt Chrysogonus kyrka, Šibenik
Sankt Chrysogonus kyrka (kroatiska: Crkva svetog Krševana, italienska: Chiesa di San Crisogono) är en romersk-katolsk kyrkobyggnad i Šibenik i Kroatien. Den uppfördes på 1100-talet och är Šibeniks äldsta bevarade sakrala byggnad. Den är belägen på gatuadressen Don Krste Stošića bb i gamla stan och används idag som galleri (Sankt Chrysogonus galleri) för modern konst.

## Historik
Kyrkan tros ha uppförts på 1100-talet av flyktingar från Biograd na Moru vars hemstad raserats av venetianarna. Den omnämns för första gången i ett gåvobrev utfärdat av kung Andreas II år 1200. Vid uppförandet låg kyrkan utanför de dåvarande stadsmurarna. I samband med stadens expansion integrerades byggnaden i staden och den är idag centralt belägen i vad som utgör gamla stan i Šibenik. 
Sankt Chrysogonus kyrka nyttjades för gudstjänster fram till andra världskriget då den som ett resultat av den tyska ockupationen skadades svårt av de allierades bombningar (1943–1944) av Šibenik. Efter kriget restaurerades den tidigare kyrkobyggnaden och användes därefter som utställningslokal av Šibeniks stadsmuseum. Idag används byggnaden som ett galleri för modern konst.

## Arkitektur
Sankt Chrysogonus kyrka är en enskeppig kyrkobyggnad med en halvrund absid. Dess planlösning, arkitektoniska detaljer, dörrar och fönster samt byggnadssättet den uppförts på bär karaktäristiska drag från den romanska stilen. Rekonstruktioner på 1400-talet innebar att den fick arkitektoniska detaljer från gotiken varav ytterst få är bevarande. I samband med ombyggnationer på 1700-talet antog kyrkobyggnaden stildrag från barocken. På 1970-talet utfördes genomgripande restaureringsarbeten där den forna kyrkobyggnadens originaldetaljer bevarades.